# Königin einer Nacht (film 1931)
Königin einer Nacht è un film del 1931 diretto da Fritz Wendhausen.

## Trama
Un tenente della Marina Imperiale Tedesca contempla il suicidio per via di una profonda depressione, ma poi incontra una bellissima sconosciuta, che si scopre essere una principessa.

## Produzione
Il film fu prodotto dalla Les Établissements Braunberger-Richebé in associazione con Länderfilm GmbH.

## Distribuzione
Distribuito dalla Länderfilm GmbH in associazione con Les Établissements Braunberger-Richebé, il film - con il visto di censura del 7 gennaio 1931 - uscì a Colonia il 7 febbraio e poi a Berlino il 13 febbraio.